# Nazionale femminile di pallamano della Germania
La nazionale di pallamano femminile della Germania rappresenta la Germania nelle competizioni internazionali e la sua attività è gestita dalla Federazione di pallamano della Germania (DHB). Nella sua storia ha vinto per una volta il campionato mondiale (nel 1993) ed è arrivata seconda al campionato europeo del 1994.

## Palmarès

### Mondiali
- (1993)
- (1965, 1997, 2007)

### Europei
- (1994)
- (1996, 2006, 2008)